# Adèle Exarchopoulos
Adèle Exarchopoulos (* 22. listopadu 1993, Paříž, Francie) je francouzská filmová herečka.

## Kariéra
Narodila se v pařížském 14. obvodu do rodiny učitele hry na kytaru řeckého původu Didiera Exarchopoulose a francouzské zdravotní sestry Mariny Niquet. Vyrůstala v 19. obvodu ve čtvrti Place des Fêtes a zde se v letech 2001 až 2005 účastnila kurzů herectví, aby se zbavila své stydlivosti. Následně se přesunula do 8. obvodu na Lycée Condorcet, poté však přešla na Lycée Racine, kde se jí nepodařilo složit maturitu. V roce 2005 jí bylo nabídnuto, aby se zúčastnila castingu na celovečerní film, Adèle ale roli nezískala. Nicméně video z castingu bylo posláno více filmovým agenturám a Adèle nakonec získala svou první roli v kratším snímku Martha režiséra Jeana-Charlese Hue.
V roce 2006 se jí ujal agent a herec Denis Planat, se kterým se objevila ve filmu Martha, a ten jí umožnil televizní debut v seriálu Kriminálka Paříž. Adèle poté začala dostávat
menší role ve filmech Boxes od Jane Birkin (2006), Děti z Timpelbachu od Nicolase Baryho (2007), Tête de turc od Pascala Elbého (2009), Odsun od Roselyne Bosch (2010), Chez Gino od Samuela Benchetrita (2011), Carré blanc od Jeana-Baptista Leonettiho (2011) a Střípky mého života od Nolwenna Lemesle (2013).
Celosvětově se proslavila v květnu 2013 filmem francouzsko-tuniského režiséra Abdellatifa Kechicheho, Život Adèle, ve kterém ztvárnila hlavní roli, pojmenovanou podle jejího křestního jména, tedy Adèle. Porota filmového festivalu v Cannes, jíž předsedal režisér Steven Spielberg, udělila zvláštní výjimku, podle níž Adèle dostala hlavní cenu Zlatou palmu. Ta byla udělena také samotnému filmu a jeho režisérovi i představitelce role Emmy Lée Seydoux. O několik měsíců získala Adèle Exarchopoulos také cenu César pro nejslibnější herečku.

## Osobní život
Má dva mladší bratry. Tři roky žila s hercem Jérémie Laheurtem, se kterým hrála ve snímku Život Adèle. V únoru 2016 začala vztah s rapperem Doumsem. V květnu 2017 se páru narodil syn.

## Filmografie

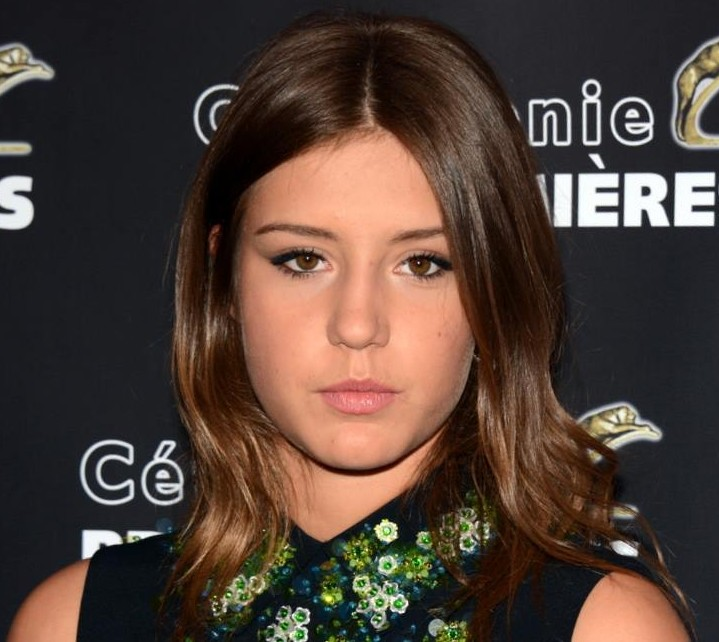
Adèle Exarchopoulos na předávání cen Prix Lumières 2014

### Film
| Rok  | Název                          | Režisér                          | Role                 |
| ---- | ------------------------------ | -------------------------------- | -------------------- |
| 2005 | Martha                         | Jean-Charles Hue                 |                      |
| 2006 | Boxes                          | Jane Birkin                      | Lilli                |
| 2008 | Děti z Timpelbachu             | Nicolas Bary                     | Marianne             |
| 2009 | Tête de turc                   | Pascal Elbé                      | Nina                 |
| 2010 | Odsun                          | Roselyne Bosch                   | Hannah Traube        |
| 2011 | Chez Chino                     | Samuel Benchetrit                | Maria Roma           |
| 2011 | Carré blanc                    | Jean-Baptiste Leonetti           | mladá Marie          |
| 2013 | Střípky mého života            | Nolwenn Lemesle                  | Erell                |
| 2013 | Život Adèle                    | Abdellatif Kechiche              | Adèle                |
| 2013 | I Used To Be Darker            | Matthew Porterfield              | Camille              |
| 2014 | Nejistý                        | Marianne Tardieu                 | Jenny                |
| 2014 | Pojezdka k matěri              | Mikhail Kosirev-Nesterov         | Marie-Louise         |
| 2015 | Les Anarchistes                | Elie Wajeman                     | Judith Lorillard     |
| 2016 | Poslední tvář                  | Sean Penn                        | Ellen                |
| 2016 | Zničeni láskou                 | Pierre Godeau                    | Anna Amari           |
| 2016 | Sirotek                        | Arnaud des Pallières             | Sandra               |
| 2017 | Darebák a závodnice            | Michaël R. Roskam                | Bibi                 |
| 2018 | Bílá vrána                     | Ralph Fiennes                    | Clara                |
| 2019 | Sibyl                          | Justine Triet                    | Margot Vasilis       |
| 2019 | Revenir                        | Jessica Palud                    | Mona                 |
| 2020 | Moucha v kufru                 | Quentin Dupieux                  | Agnès                |
| 2020 | Severní Marseilles             | Cédric Jimenez                   | Nora                 |
| 2020 | Cet autre hiver                | Margo Brière Bordier             | Nina                 |
| 2020 | Forte                          | Katia Lewkowicz                  | prodavačka v Sephoře |
| 2021 | Rien à foutre                  | Emmanuel Marre a Julie Lecoustre | Cassandre            |
| 2022 | Kouření způsobuje kašel        | Quentin Dupieux                  |                      |
| 2022 | Pět ďáblů                      | Léa Mysius                       | Joanne               |
| 2022 | Passages                       | Ira Sachs                        |                      |
| 2023 | Je verrai toujours vos visages | Jeanne Herry                     | Chloé Delarme        |

### Televize
| Rok  | Název pořadu      | Role   | Poznámky                                   |
| ---- | ----------------- | ------ | ------------------------------------------ |
| 2006 | Kriminálka Paříž  | Sarah  | TV seriál, 2. série, 2. díl                |
| 2009 | Mes chères études | Helena | televizní film, její scény byly vystřiženy |

## Ocenění a nominace

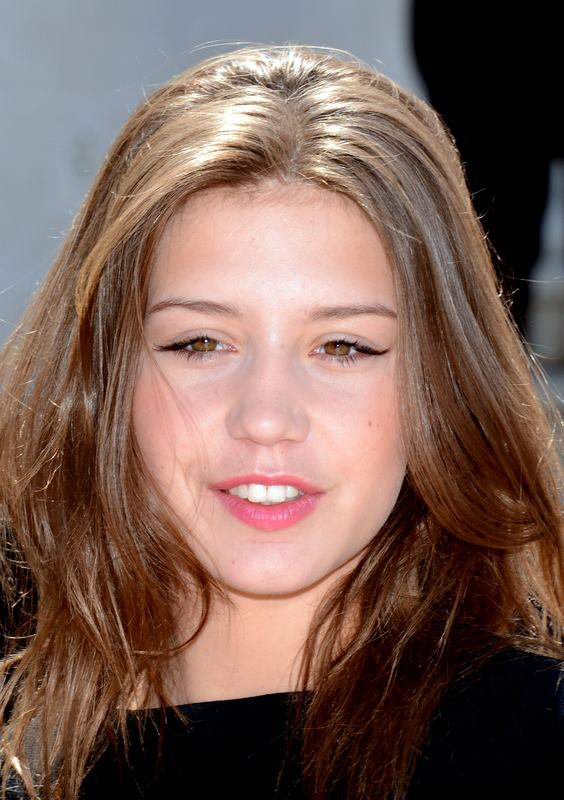
Adèle Exarchopoulos na festivalu v Cannes v roce 2013

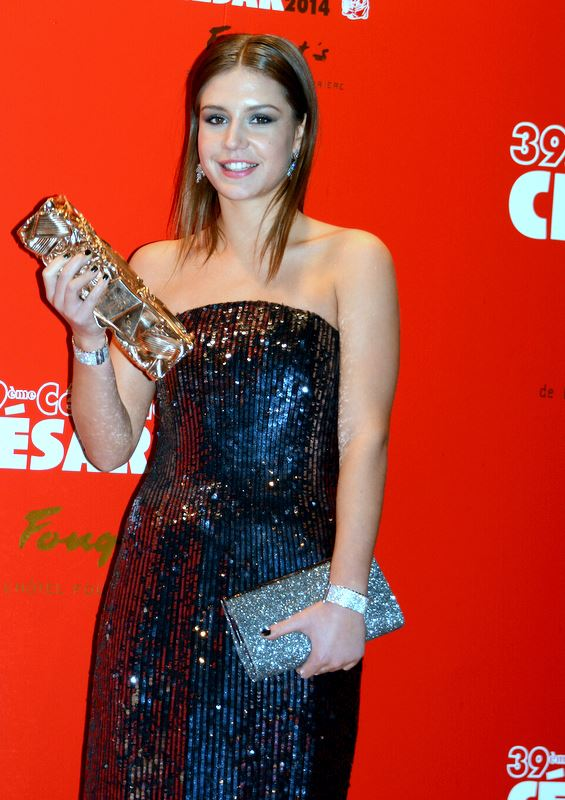
Adèle Exarchopoulos na předávání cen César v roce 2014

### Ocenění
- Festival v Cannes 2013: Zlatá palma za Život Adèle (režie Abdellatif Kechiche)
- Mezinárodní filmový festival v Santa Barbaře 2013: Virtuoso Award
- National Board of Review Awards 2013: nejlepší ženský herecký objev za Život Adèle
- Los Angeles Film Critics Association Awards 2013: nejlepší herečka za Život Adèle
- Dublin Film Critics Circle Awards 2013: nejlepší nová herečka za Život Adèle
- New York Film Critics Online Awards 2013: nejlepší herečka za Život Adèle
- Chicago Film Critics Association Awards 2013: nejslibnější herec/herečka za Život Adèle
- Indiana Film Journalists Association Awards 2013: nejlepší herečka za Život Adèle
- Utah Film Critics Association Awards 2013: nejlepší herečka za Život Adèle
- Village Voice Film Poll 2013: nejlepší herečka za Život Adèle
- Festival v Cannes 2013: Trophée Chopard (pro nejslibnějšího herce a herečku)
- Central Ohio Film Critics Association Awards 2014: nejlepší herečka a nejslibnější umělkyně za Život Adèle
- César 2014: nejslibnější herečka za Život Adèle
- Critics' Choice Movie Awards 2014: nejslibnější herečka za Život Adèle
- Étoiles d'or du cinéma français 2014: nejlepší herečka v hlavní roli a nejslibnější herečka za Život Adèle
- Křišťálový glóbus: nejlepší herečka za Život Adèle
- Prix Lumières 2014: nejslibnější herečka za Život Adèle
- Cena Romy Schneider 2014
- Cena Mezinárodního festivalu frankofonního filmu v Namuru 2016: nejlepší herečka za film Sirotek

### Nominace
- Chicago Film Critics Association Awards 2013: nejlepší herečka za Život Adèle
- Detroit Film Critics Society Awards 2013: nejlepší herečka za Život Adèle
- Dublin Films Critics Circle Awards 2013: nejlepší herečka za Život Adèle
- New York Film Critics Circle Awards 2013: nejlepší herečka za Život Adèle
- Online Film Critics Society Awards 2013: nejlepší herečka za Život Adèle
- San Diego Film Critics Society Awards 2013: nejlepší herečka za Život Adèle
- San Francisco Film Critics Circle Awards 2013: nejlepší herečka za Život Adèle
- Satellite Awards 2013: nejlepší herečka za Život Adèle
- Washington D.C. Area Film Critics Association Awards 2013: nejlepší výkon mladé herečky za Život Adèle
- London Critics Circle Film Awards 2014: nejlepší herečka za Život Adèle
- New York Film Critics Circle Awards 2014: nejlepší herečka za Život Adèle
- 2022: César pro nejlepší herečku ve vedlejší roli: za film Moucha v kufru